# Rafael Ferreira Donato
Rafael Ferreira Donato (* 17. März 1989 in Rio de Janeiro) ist ein brasilianischer Fußballspieler.

## Karriere
Rafael durchlief bereits am Anfang seiner Laufbahn verschiedene Nachwuchsteam von Profivereinen. Seinen ersten Einsatz als Profispieler erhielt er beim Viertligisten Audax aus Rio de Janeiro.
2012 wechselte zum Erstligisten EC Bahia nach Salvador da Bahia und im selben Jahr noch weiter zum Cruzeiro EC nach Belo Horizonte. Hier konnte er sich gegen die anderen Teammitglieder nicht durchsetzen, so dass er zum Start der brasilianischen Meisterschaft 2013 wieder an Bahia ausgeliehen wurde. Auch für die hohen Ambitionen des Vereins 2014 (Titelverteidigung in der Meisterschaft und Gewinn der Copa Libertadores) spielte der Spieler in den Planungen des Trainers Marcelo Oliveira keine Rolle. Deshalb wurde Rafael an Criciúma ausgeliehen. Auch die Folgejahre spielte er keine Rolle mehr bei Cruzeiro. Ende 2017 wurde dann sein fixer Wechsel zum União Madeira bekannt. Bei dem Klub wurde er am 24. Februar 2018 auf unbestimmte Zeit suspendiert. Laut der Begründung des Klubs kam Donato wiederholt nicht zum Training und der Weigerung zu einem Spiel anzutreten. Im Juli 2018 wurde Donato dann an den Al-Kawkab FC nach Saudi-Arabien abgegeben.
Im Dezember 2019 wechselte Rafael zurück nach Brasilien, wo er für die Saison 2020 einen Vertrag beim Brasiliense FC erhielt.
2020 verpflichtete der Vila Nova FC Rafael. In dem Jahr konnte der Klub die Série C gewinnen und den Aufstieg in die Série B feiern. Rafael bestritt dabei 23 Spiele (zwei Tore). Im Februar 2021 erneuerte der Klub den Vertrag mit ihm und im Dezember 2021 erneut bis Ende 2022. Zur Saison 2024 wechselte Rafael zu Grêmio Novorizontino. In der Série B 2024 verpasste er mit dem Klub um einen Punkt den Aufstieg in die Série A 2025. Dabei kam der Spieler in 30 von 38 möglichen Spielen zu Einsätzen (drei Tore).

## Erfolge
Bahia
- Staatsmeisterschaft von Bahia: 2012

Vila Nova
- Série C: 2020